# Książ
El castillo de Fürstenstein (en polaco: Zamek Książ; en alemán: Schloß Fürstenstein; en silesio: Schlessla Ferschtensteen) es el castillo más importante de la Baja Silesia, en Polonia. Se encuentra cerca de Wałbrzych (Waldenburgo antes de 1946 en alemán).

## Historia

### Antes delsigloXX

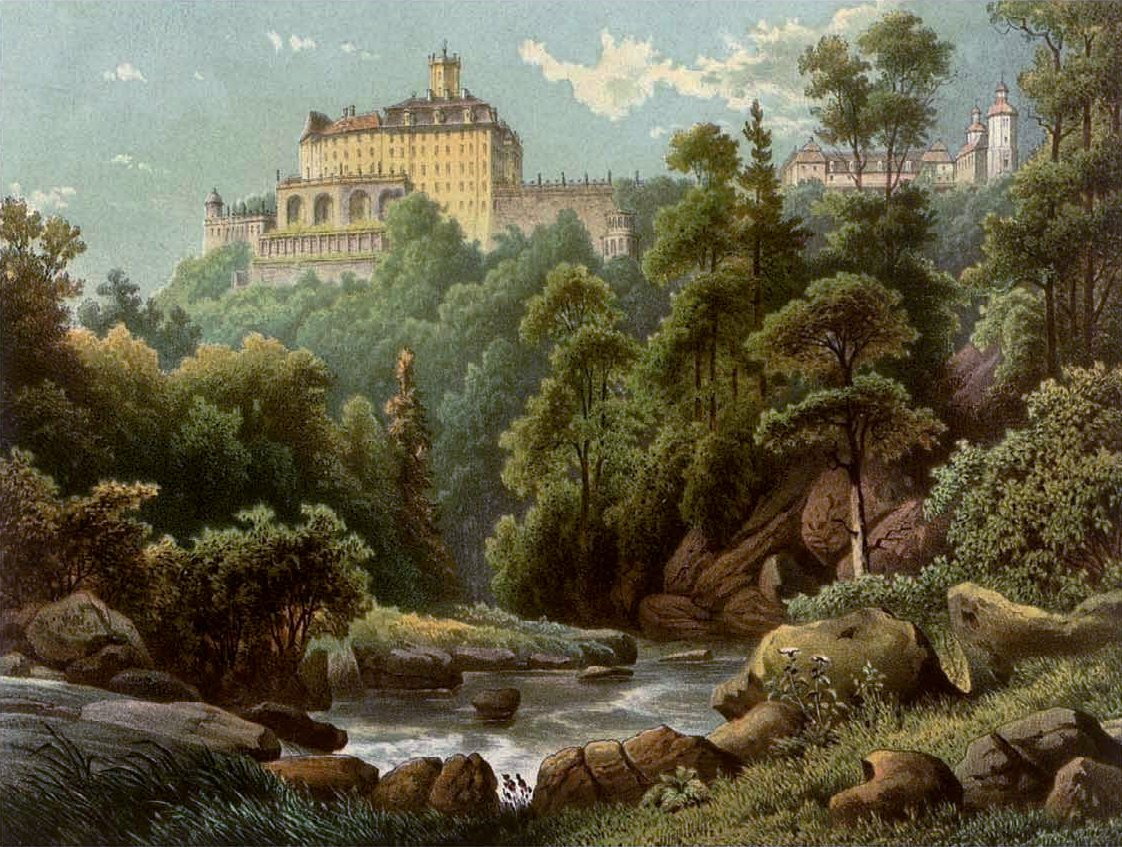
Vista del castillo de Fürstenstein a mediados del (colección Alexander Duncker).

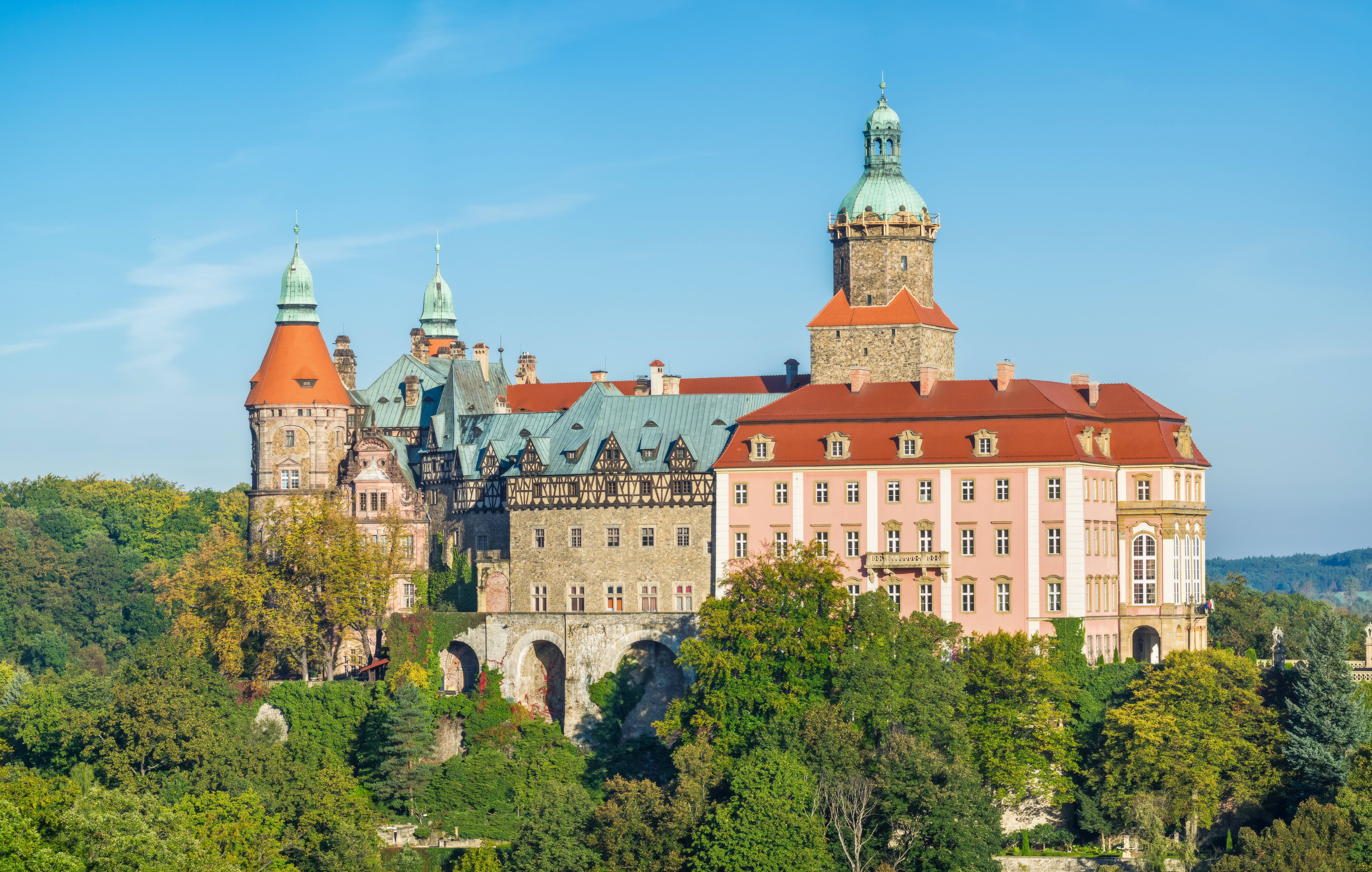
Vista lejana del castillo

La historia de este castillo se remonta hasta el siglo XIII. Su nombre alemán evolucionó de Wistenberch, a Vorstinberch, Vorstinburg y Fürstenberg, para convertirse en Fürstenstein. Fue destruido por el rey Otakar II de Bohemia en 1263. Entre 1288-1292, el duque polaco Bolko I el Severo de Świdnica mandó construir un nuevo castillo fortificado para asegurar la defensa de sus dominios. El último señor de esta dinastía polaca, emparentado con los Piast, fue el duque Bolko II el Pequeño, nieto de Casimiro III de Polonia y yerno del duque Leopoldo de Austria. Al morir sin descendencia, su viuda, Ana de Habsburgo (1315-1392), gobernó el ducado hasta su muerte, siendo incorporado a la corona de Bohemia. El emperador Wenceslao I lo entregó en el año 1401 a Janko de Chotiemitz. Fue conquistado y saqueado por los husitas en 1428-1429. Birka de Nassiedel lo recibió en feudo del rey de Bohemia en 1464. Posteriormente lo vendió al conde Hans von Schellendorf, que fue arrestado y encarcelado en 1482 por el rey Matías Corvino de Hungría durante la guerra por Silesia, siendo destruido por los burgueses de Świdnica (Schwednitz). El ducado de Świdnica continuó perteneciendo al reino de Bohemia hasta 1497.
En 1509 Konrad de Hoberg (su apellido se convirtió en Hochberg en 1714) adquirió el castillo y sus dominios. Se convirtió en la residencia principal de los condes de Hochberg durante el siglo XVII. Uno de los representantes más destacados de esta dinastía condal fue Juan Enrique XI (1833-1907), conde de Hochberg, príncipe de Pleß y barón de Fürstentein. Compañero del emperador Guillermo II de Alemania, obtuvo el título de duque de Pleß en 1905.

### Después de 1945
Los condes de Hochberg, que abandonaron el castillo en 1928, continuaron siendo sus propietarios hasta 1941, cuando el gobierno nazi de Alemania lo expropió debido a la firme oposición de la familia al nazismo. El conde Juan Enrique ya se había trasladado a Gran Bretaña en 1932, donde adoptaría la nacionalidad británica, combatiendo en el ejército británico durante la Segunda Guerra Mundial. Su hermano Alexander von Hochberg luchó en las filas del ejército de Polonia contra Alemania. 
Las autoridades alemanas instalaron una escuela de la Luftwaffe en el castillo, convirtiéndolo en uno de los puntos del Proyecto Riese, una especie de línea defensiva a partir de varias fortalezas a lo largo de las montañas entre Silesia y los Sudetes. La sala de baile se convirtió en el lugar de reunión del cuartel general alemán y su decoración interior desapareció, como en otras salas del castillo. Se estima que unos 3.000 trabajadores forzados y prisioneros fueron obligados a trabajar durante cuatro años excavando y ampliando túneles, que actualmente se utilizan para estudios geológicos y de gravimetría. Una placa recuerda en el parque el Proyecto Riese.
El ejército soviético, tras derrotar a los alemanes, conquistó y saqueó el castillo en 1945. Unos meses después fue la sede directiva de la industria del carbón del nuevo gobierno de Polonia, y las autoridades polacas lo destinaría sucesivamente a distintas instituciones obreras. Desde 1971 se convirtió en un centro regional deportivo, de turismo y ocio. En 1990 pasó a ser propiedad del ayuntamiento de Wałbrzych.
Actualmente, una parte del castillo ha sido abierta al público.
El 10 de diciembre de 2014, un incendio destruyó gran parte de las vigas y el tejado de la parte oriental del castillo, que tuvo que ser evacuado. Unas treinta brigadas de bomberos de toda la Baja Silesia acudieron para combatir el incendio.

## Arquitectura

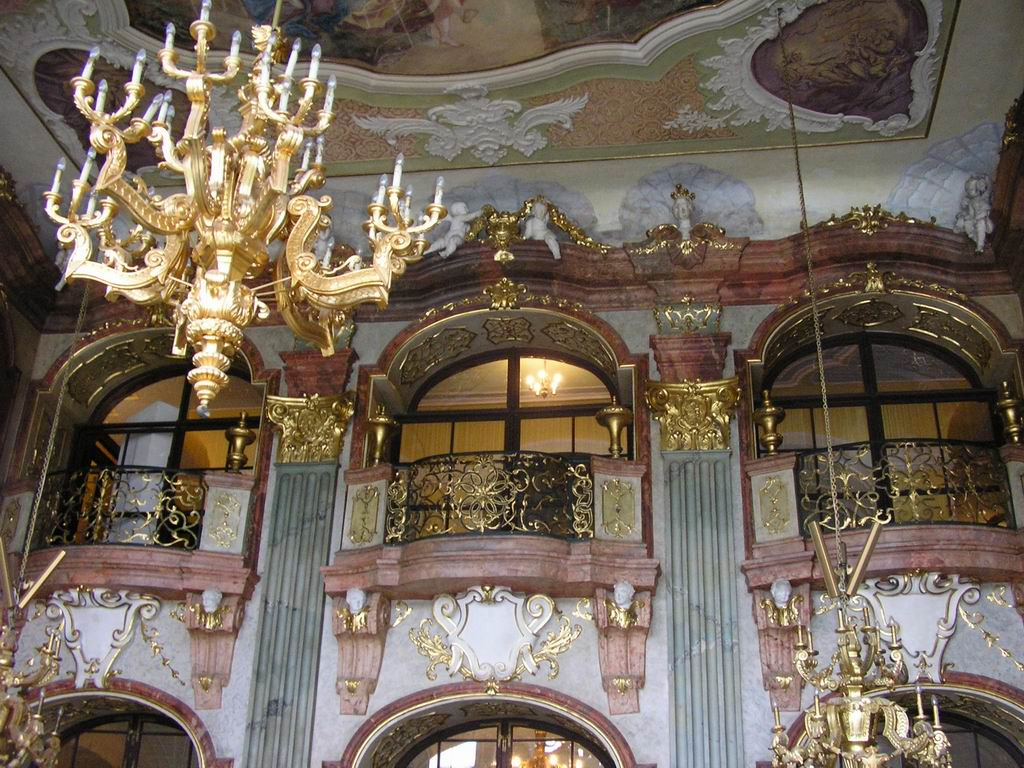
Vista de las tribunas del salón Maximiliano

Los cimientos del castillo actual se remontan al siglo XIV, con estructuras irregulares construidas a unos 30 m de altura. Es el castillo superior. El castillo inferior es de estilo gótico tardío con el ala Mateo (Skrzydło Macieja/Matthäus-Trakt).
En la segunda mitad del siglo XVI el castillo fue reconstruido en estilo renacentista. Su función como fortaleza desapareció en parte dando lugar a elementos decorativos añadidos en sucesivas reformas, cuando se convirtió en residencia de los condes de Hochberg. El ala sur, añadida durante la Guerra de los Treinta Años, fue reconstruida en estilo barroco italiano por Antonio Domenico Rossi a finales del siglo XVII. Entre 1718 y 1734 se efectuaron otras reformas. Los condes de Hochberg residían con más frecuencia en el ala residencial de cinco pisos al sur y en el edificio de cuatro pisos del este. El Vorburg fue reconstruido a mediados del siglo XVIII con una entrada de dos torres, mientras que el puente de acceso fue decorado con estatuas mitológicas griegas. De 1908 a 1923, la imponente ala oeste fue reconstruida con la Torre Blanca y la Torre de San Jorge, mientras que se añadieron decoraciones neorrenacentistas al ala norte. La torre mayor adquirió su aspecto actual en 1923.

## Interior
El salón Maximiliano ha conservado la decoración barroca con dos chimeneas, tribunas, estucos de Ignatius Provisore y frescos. El salón verde está abierto al público, así como el salón azul (salón de música) y otras salas.
La mayor parte de la decoración interior desapareció después de 1941, cuando el castillo fue ocupado por el ejército alemán y cuatro años después al ser saqueado por los soldados soviéticos. De esta forma, la Krumme Saal del ala Mateo desapareció por completo con su decoración gótica. Las terrazas, chimeneas y retratos fueron retirados o destruidos y sustituidos por una decoración acorde con la estética nazi.
Algunas salas fueron restauradas durante la década de 1990 con otras decoraciones, como la sala de los caballeros, la sala de baile o el salón Konrad, donde toda la decoración desaparecida ha sido repuesta por medio bajo de documentos fotográficos.

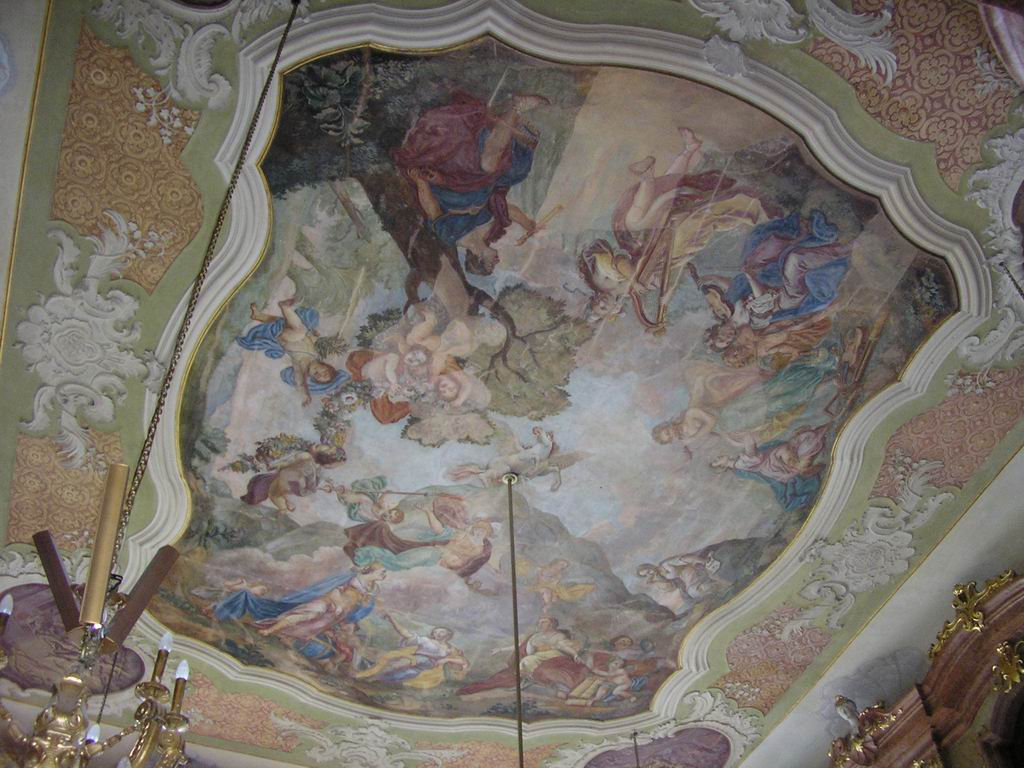
Plataforma del salón Maximiliano, fresco de Felix Anton Scheffler representando a Orfeo y las musas.
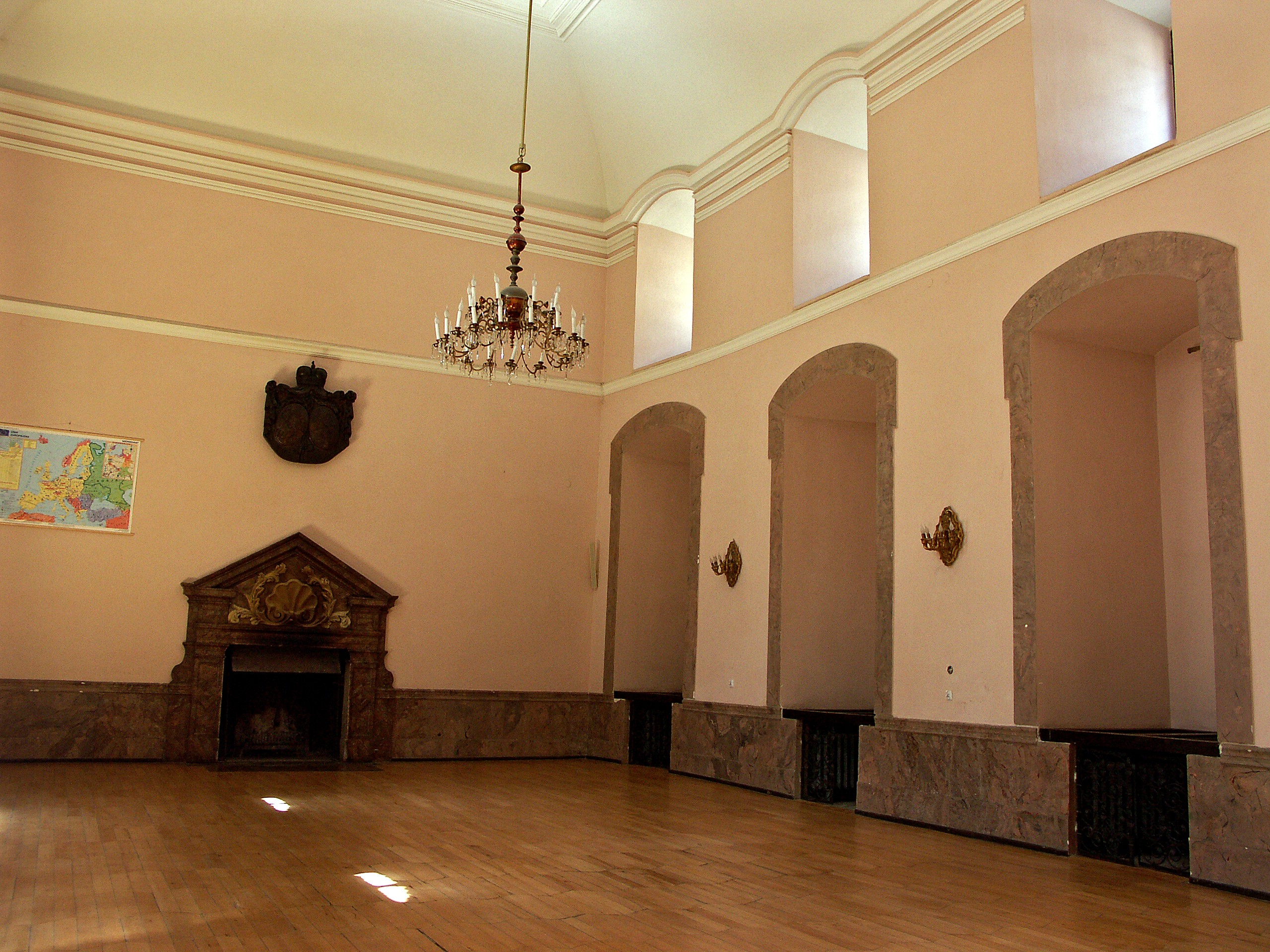
Salón Konrad, reconstruido durante la década de 1941
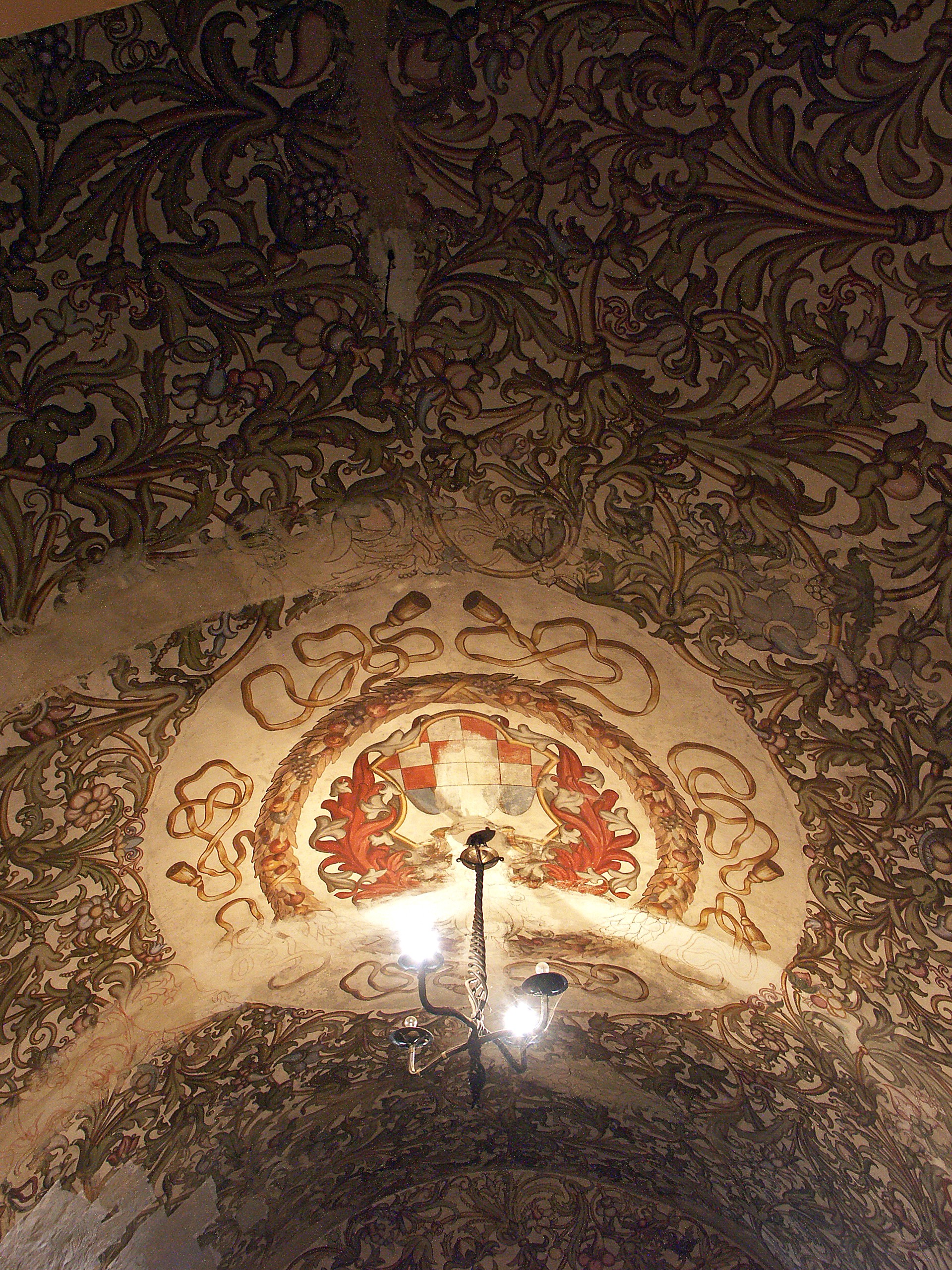
Plataforma de la sala de los caballeros (Sala Rycerska/Rittersaal)
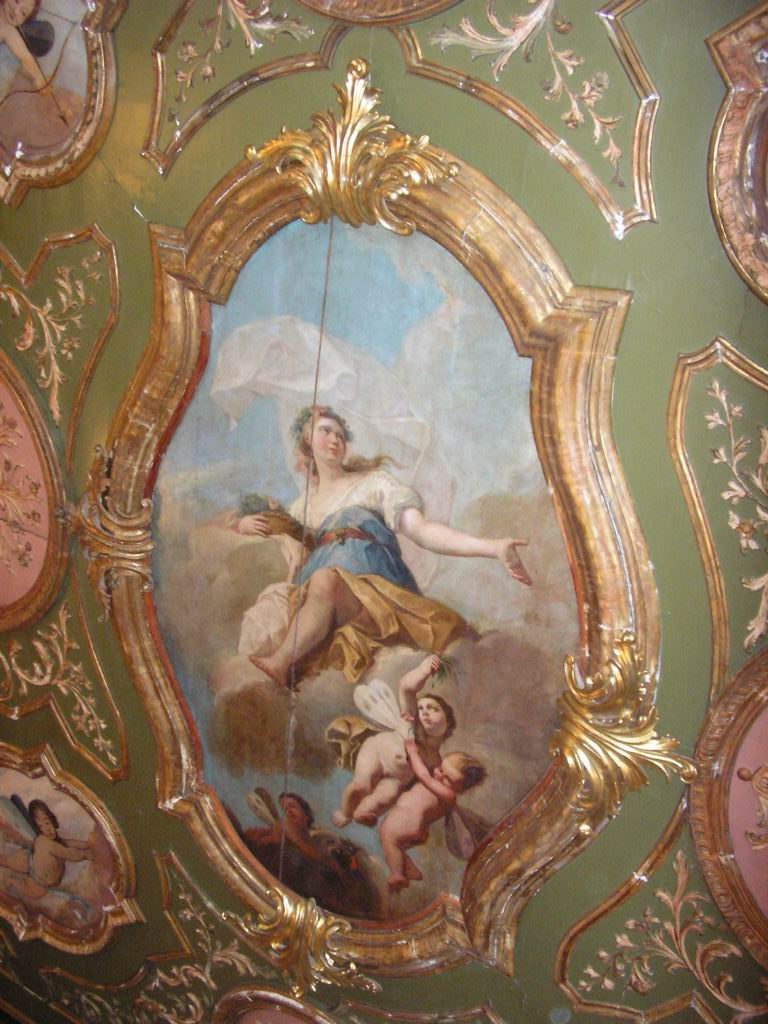
Plataforma representando a la diosa Flora.

## Jardines

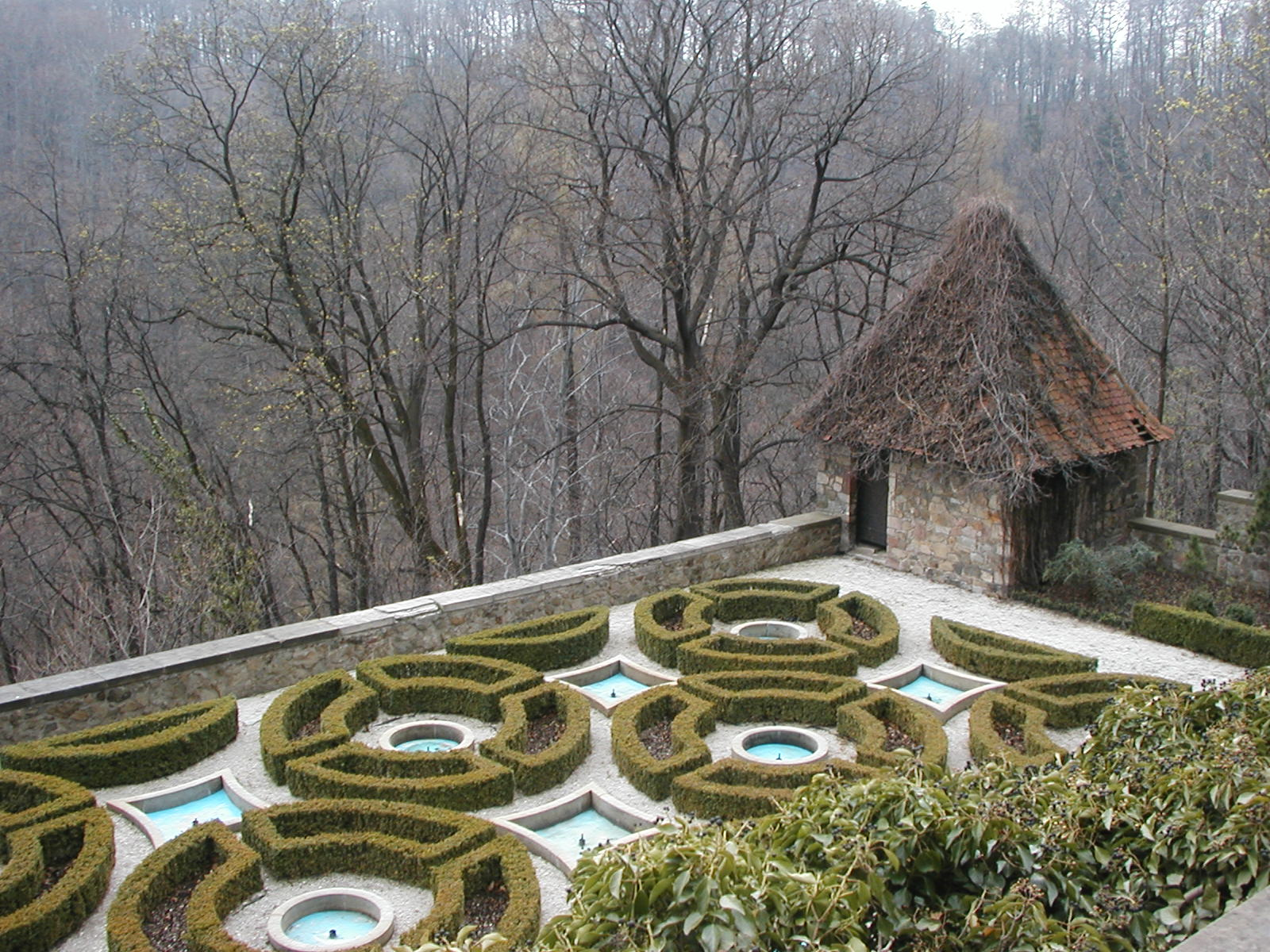
Terraza Taras Wodny

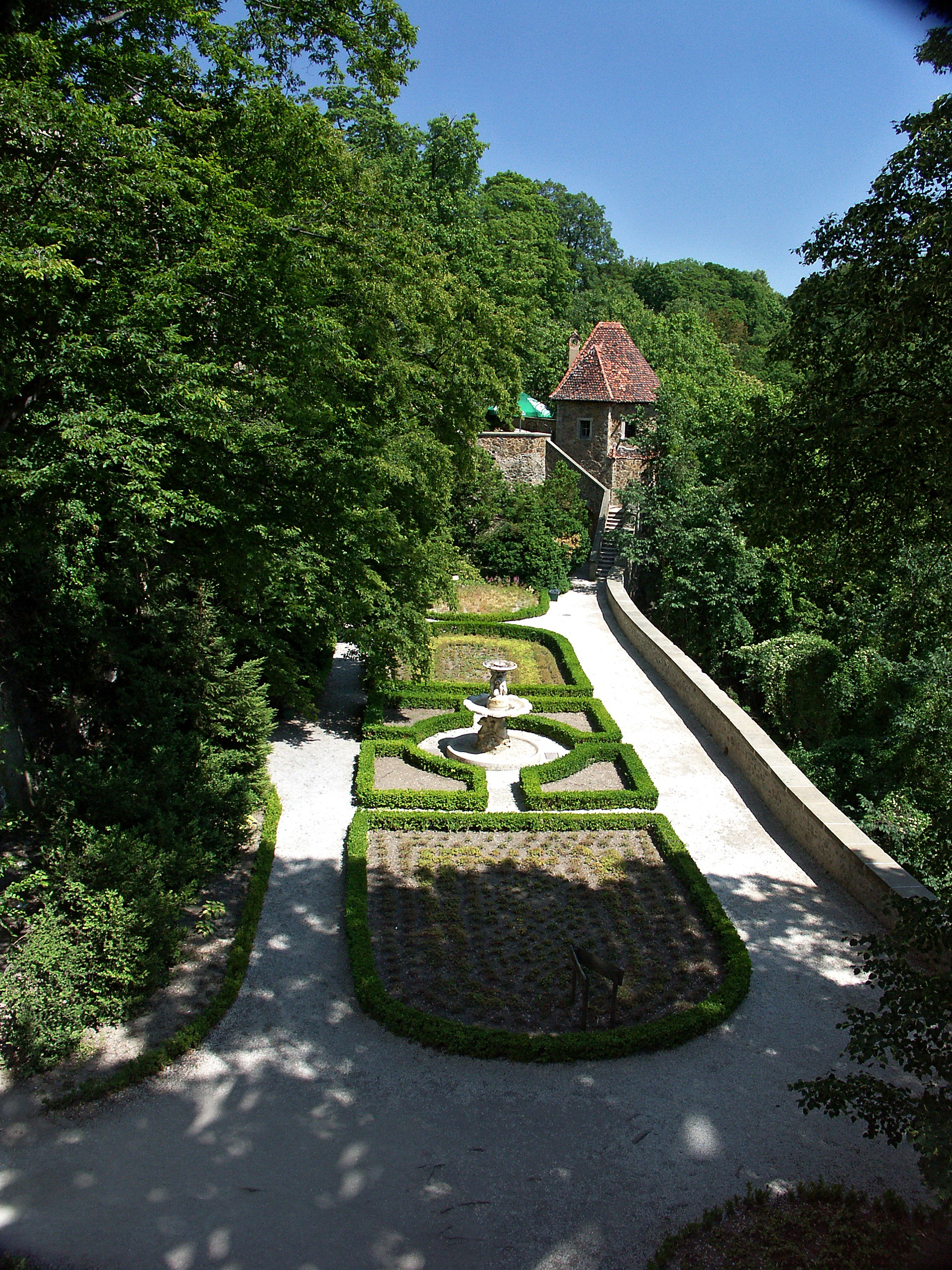
Terraza de Flora

Los jardines están organizados en doce terrazas alrededor del castillo. Destaca la Taras Wodny (terraza del agua), la Taras Bogini Flory (terraza de Flora), la Taras Kasztanowcowy (terraza de los castaños), la Taras Środkowy (terraza del medio), la Taras Różany/Kaskadowy (terraza de las rosas o las cascadas) y la Taras Podkowiasty (terraza de herradura).
El entorno fue restaurado en el año 2007 con fondos europeos. La terraza norte fue reconstruida en 2010 y la terraza inferior en 2011.
En la base del castillo hay un parque de estilo inglés creado en el siglo XIX con un espacio de 125 hectáreas. Existe un bosquecillo de tilos plantado en 1725 en dirección a la aldea vecina de Lubiechów, actualmente integrada en la villa de Wałbrzych. En el parque también se encuentra la capilla funeraria de la familia von Hochberg, construida en estilo barroco.

## Ilustraciones

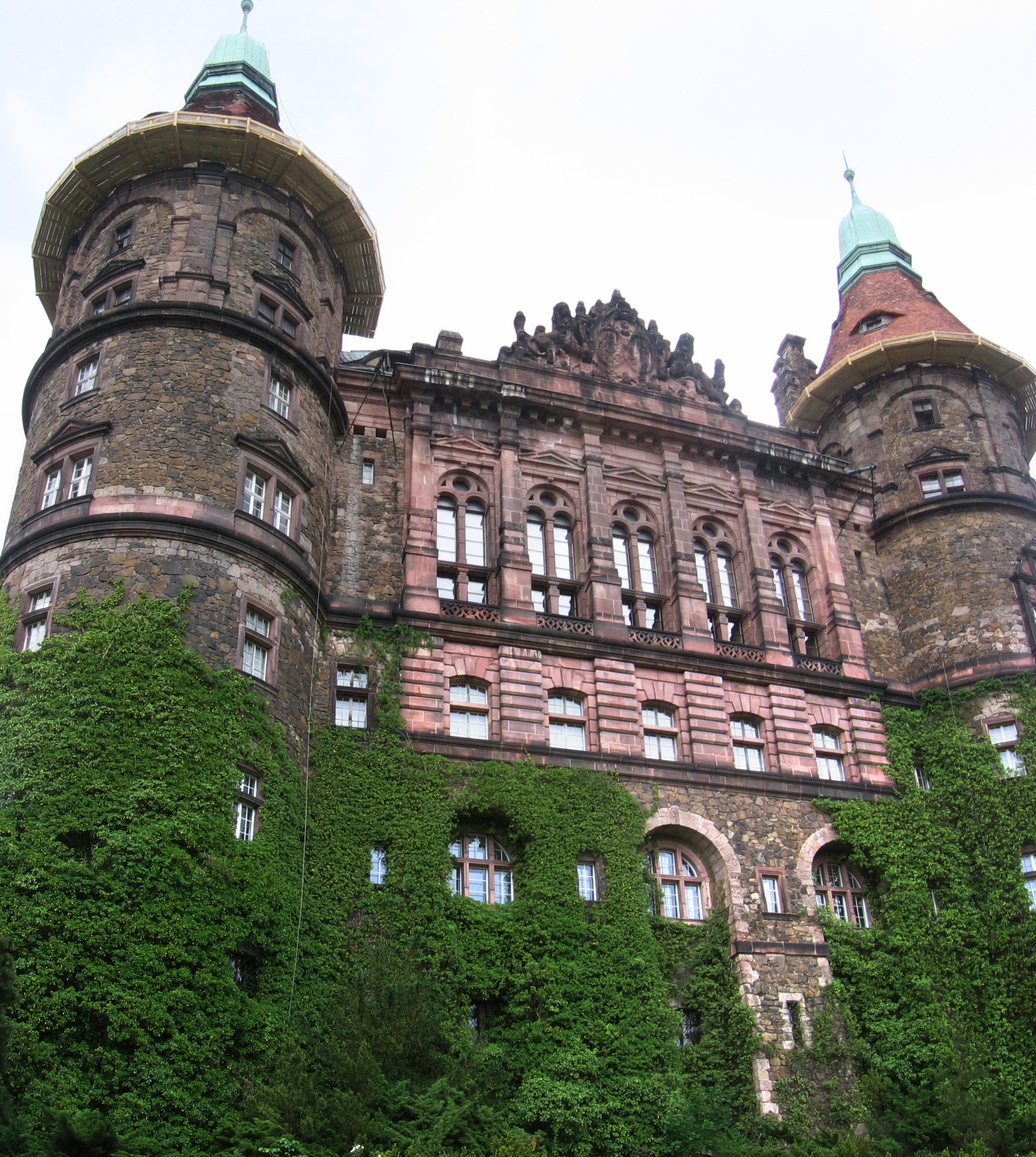
Fachada oeste
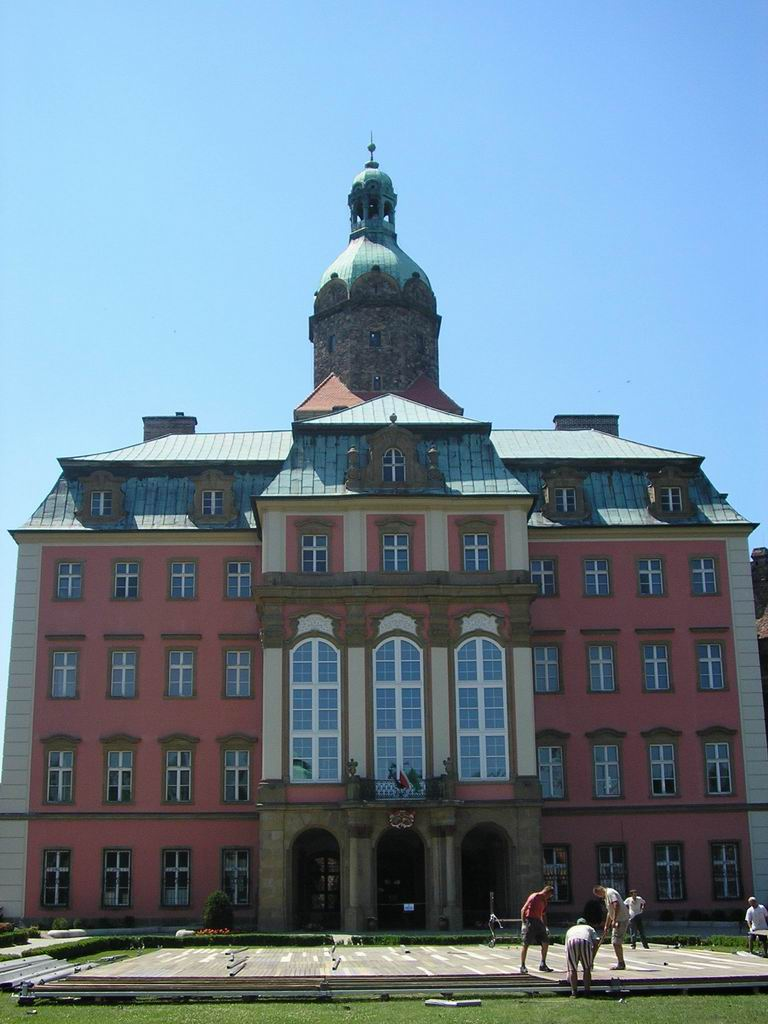
Frente del castillo
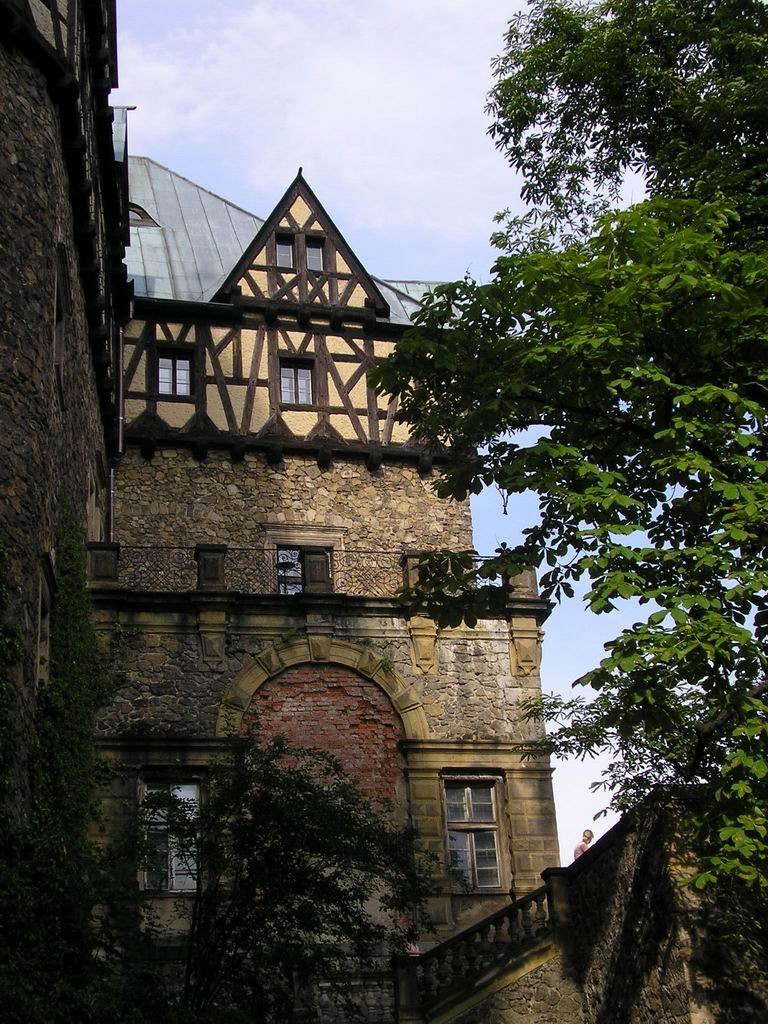
Escalera de la terraza de los castaños
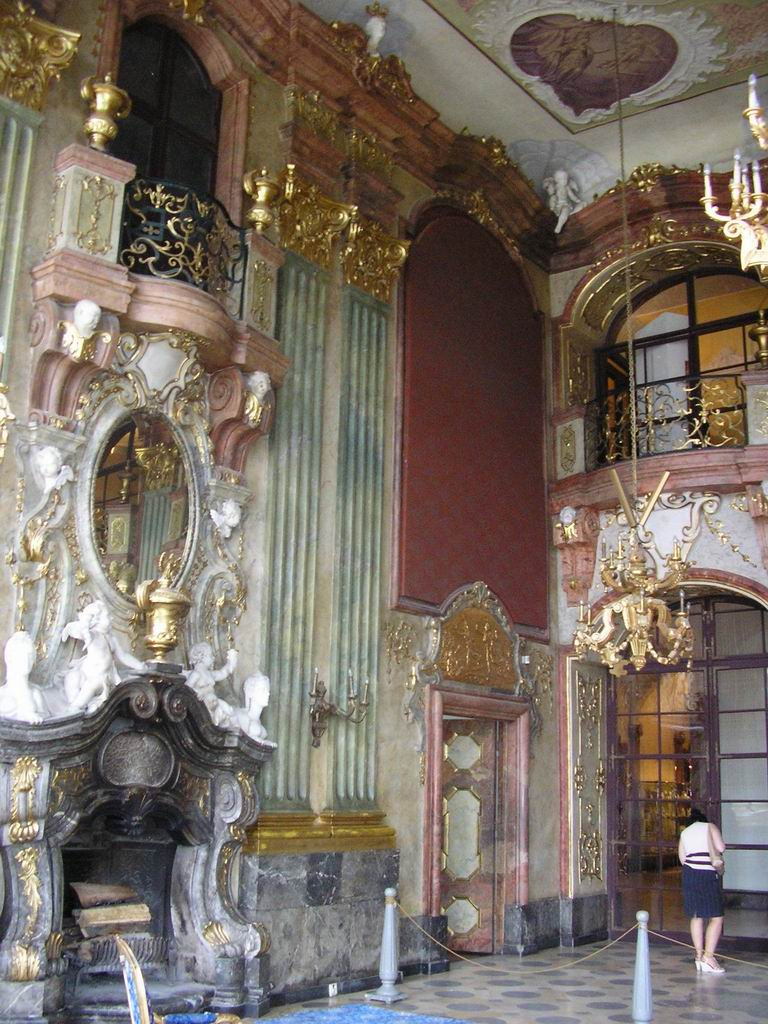
Chimenea rococó del salón Maximiliano